# زوول (تگزاس)
زوول (به انگلیسی: Zuehl) یک منطقهٔ مسکونی در ایالات متحده آمریکا است که در شهرستان گودالوپ، تگزاس واقع شده‌است. زوول ۱۸٫۲ کیلومتر مربع مساحت و ۳۶۲ نفر جمعیت دارد و ۱۷۸ متر بالاتر از سطح دریا واقع شده‌است.